# 太空巨蛋
為世界上首個巨蛋球場，位於美國德克薩斯州休士頓。太空巨蛋以作為美國職業棒球大聯盟（MLB）休士頓太空人的主場為目的而建設，於1965年啓用。國家美式足球聯盟 （NFL）的休士頓油人（現田納西泰坦）自1968年起也將此球場作為主場。
當時休士頓太空人的所有者羅伊·霍夫海因茲（Roy Hofheinz）因意識到「世界七大奇蹟」指的是古代地中海世界7座令人驚嘆的建築物，而將本將這座當時堪稱劃時代的球場喻為「世界第八大奇蹟」。此外，因須向球場所有者哈里斯郡支付高額使用費，休士頓太空人曾將這筆費用揶揄為「世界第九大奇蹟」。
Reliant Energy在2001年購買了命名權，冠名為Reliant太空巨蛋（Reliant Astrodome）。後來在NRG能源公司收購Reliant Energy後，更名為NRG太空巨蛋（NRG Astrodome）。
太空巨蛋因設施老化於2008年正式關閉，於2014年1月15日被登錄至美國國家史蹟名錄中。 

## 球場歷史
自MLB的1962賽季開始，休士頓誕生了一支名為「Houston Colt .45s」的球隊參加國家聯盟。然而，由於當地氣候問題，如高溫、多雨以及夏季蚊蟲大量滋生，促使人們萌生了「在更舒適的環境中進行比賽」的想法。於是，於1965年建設了世界首座巨蛋球場。由於當地有太空中心存在，球場被命名為「太空巨蛋」（Astrodome），球隊名稱也因此變更為「休士頓太空人」（Houston Astros）。
屋頂高度為208英尺（約63.4米），係根據傳說中貝比·魯斯（Babe Ruth）所擊出的史上最高飛球決定的。在建設過程中，當時被譽為大聯盟最佳擊球教練之一的費城費城人（Phillies）三壘教練多次進行測試，反覆擊打高飛球以確認球是否會撞到天花板，確保設計符合比賽需求。
最初，為引入自然光，球場屋頂使用了超過4000塊透光板，並鋪設天然草坪。然而，在日間比賽時，太陽光可能干擾防守球員的視線。為解決此問題，屋頂材料被臨時更換為壓克力製品。然而，這卻使天然草坪因無法接受足夠的陽光而枯萎。為解決草坪問題，開發了世上首個以纖維材料製成的人工草坪，並命名為「AstroTurf」。此舉開創了人工草坪的先例，日後被廣泛應用於世界各地的運動設施中。
然而，由於設施老化問題日益嚴重，休士頓油人（Oilers）在1996賽季結束後遷至田納西州。此外，在棒球逐漸回歸以天然草皮坪、戶外型球場為主，以及休士頓太空人表現低迷的背景下，該球場在1999賽季後不再用於MLB官方比賽。隨後，休士頓太空人遷至新建的恩隆球場（Enron Field），現名為美粒果球場 （Minute Maid Park）。
之後，該球場被IWFL的休士頓能量隊（Houston Energy）作為主場直至2006年。此外，它還被美國著名的基督教傳道團體Joel Osteen Ministries用於每週的禮拜活動。然而，由於設施老化，球場於2008年正式關閉。2014年1月15日，球場被登錄至美國國家史蹟名錄。

## 主要紀事

### 棒球
- 1965年4月9日：舉行與洋基隊的開幕表演賽，球場正式啟用。
- 1965年4月12日：首次舉行MLB官方比賽（費城人 2-0 太空人）。
- 1965年9月13日：舊金山巨人的威利·梅斯（Willie Mays）達成生涯第500支全壘打。
- 1968年7月9日：舉辦MLB全明星賽（國家聯盟 1-0 美國聯盟）。
- 1976年6月15日：因洪水導致裁判、球場工作人員和球迷無法進入球場，出現MLB史上首次因場外條件不佳而取消比賽的罕見事件。[4]
- 1981年9月26日：諾蘭·萊恩（Nolan Ryan）在對戰洛杉磯道奇的比賽中達成個人生涯第5次無安打比賽（太空人 5-0 道奇）。
- 1986年7月15日：再次舉辦MLB全明星賽（美國聯盟 3-2 國家聯盟），道奇隊的費南多·瓦倫祖拉（Fernando Valenzuela）達成全明星賽最多並列紀錄的5名連續三振。
- 1986年9月25日：休士頓太空人的麥克·史考特（Mike Scott）在對舊金山巨人的比賽中投出無安打比賽，並幫助球隊奪得國家聯盟西區冠軍（太空人 2-0 巨人）。
- 1999年10月9日：在國家聯盟分區系列賽第4戰中，休士頓太空人以5-7敗給亞特蘭大勇士，此場比賽為該球場舉行的最後一場比賽。

### 其他

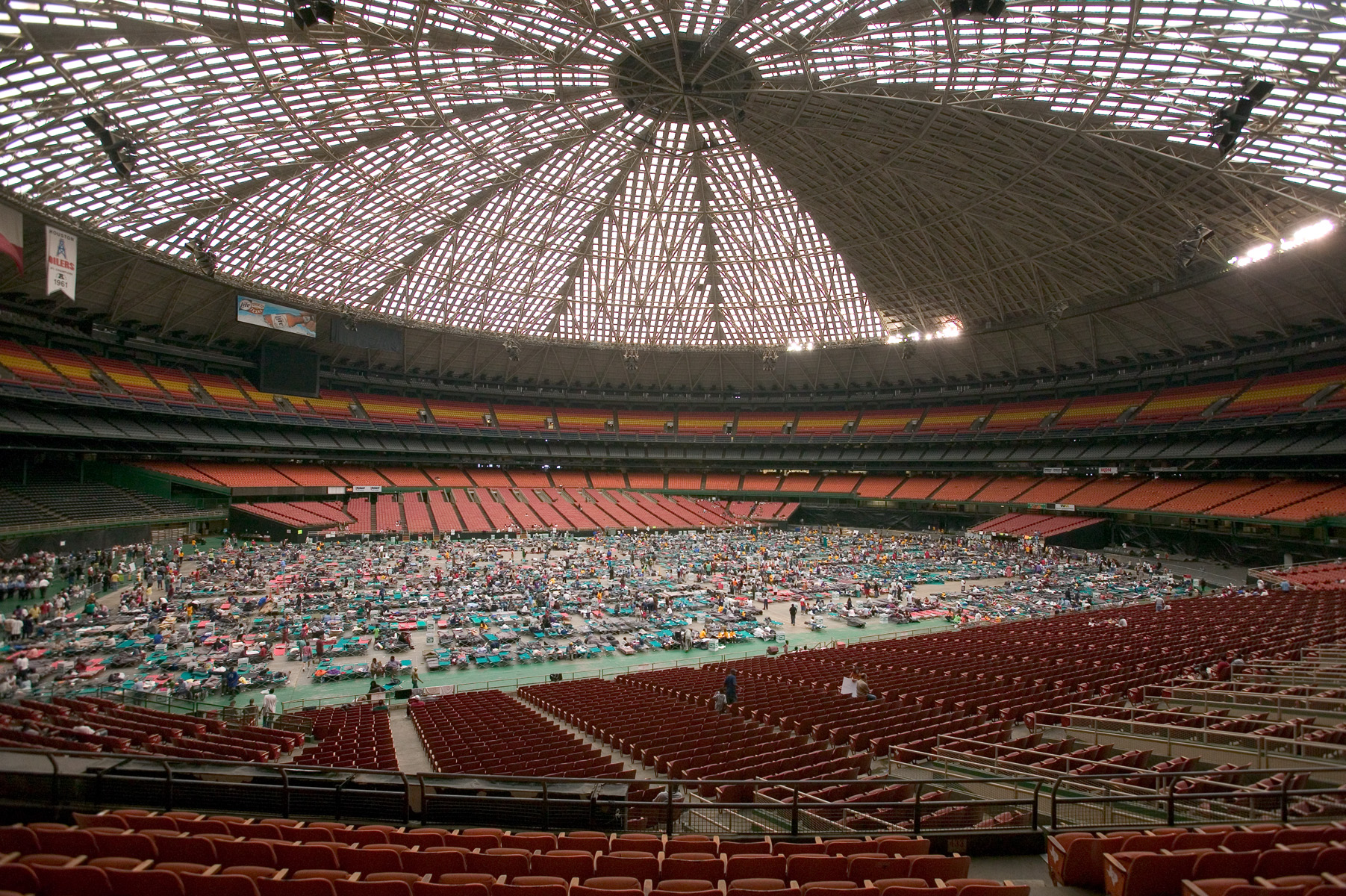
太空巨蛋作為卡崔娜颶風的避難所

- 1973年9月20日，舉辦網球特別賽「性別之戰」（Battle of the Sexes），女子職業網球選手比莉·珍·金（Billie Jean King）擊敗了前溫布頓男子冠軍鮑比·里格斯（Bobby Riggs）。
- 1989年2月12日，舉辦了NBA全明星賽（西區143-134東區）。
- 2001年4月1日，WWF摔角狂熱X-Seven（WrestleMania X-Seven）在此舉行，吸引了67,925名觀眾，創下了本球場史上最多的觀客數紀錄。
- 2005年8月，由於颶風「卡崔娜」（Hurricane Katrina）襲擊美國南部，該場館被用作大量受災者的避難所。

## 脚注
1. 1 2  鄭仲嵐. . 鳴人堂. 2016-07-15  [2024-12-28]. （原始内容存档于2025-01-24） （中文（臺灣））.
2. ↑  Barks, Joseph V. "Powering the (new and improved) 'Eighth Wonder of the World' （页面存档备份，存于） ", Electrical Apparatus, November 2001. Retrieved 2007-01-16.
3. ↑  . U.S. National Park Service. January 31, 2014  [January 31, 2014]. （原始内容存档于2014-02-02）.
4. ↑  林宥辰. . 自由體育. 2020-04-01  [2024-12-28]. （原始内容存档于2025-01-24） （中文（臺灣））.